# Les Droites
Les Droites (4000 m n. m.) je hora v Montblanském masivu v Grajských Alpách. Leží na území Francie v regionu Rhône-Alpes. Na vrchol je možné vystoupit od Refuge d'Argentière (2771 m) a Refuge du Couvercle (2687 m).
Hora má dva vrcholky:
- západní, nižší (3984 m), který poprvé zdolali 16. července 1876 W. A. B. Coolidge, Christian Almer a Ulrich Almer
- východní, vyšší (4000 m), který poprvé zdolali 7. srpna 1876 Thomas Middlemore, John Oakley Maund, Henri Cordier, Johann Jaun a Andreas Maurer